# Kamieniec Ząbkowicki

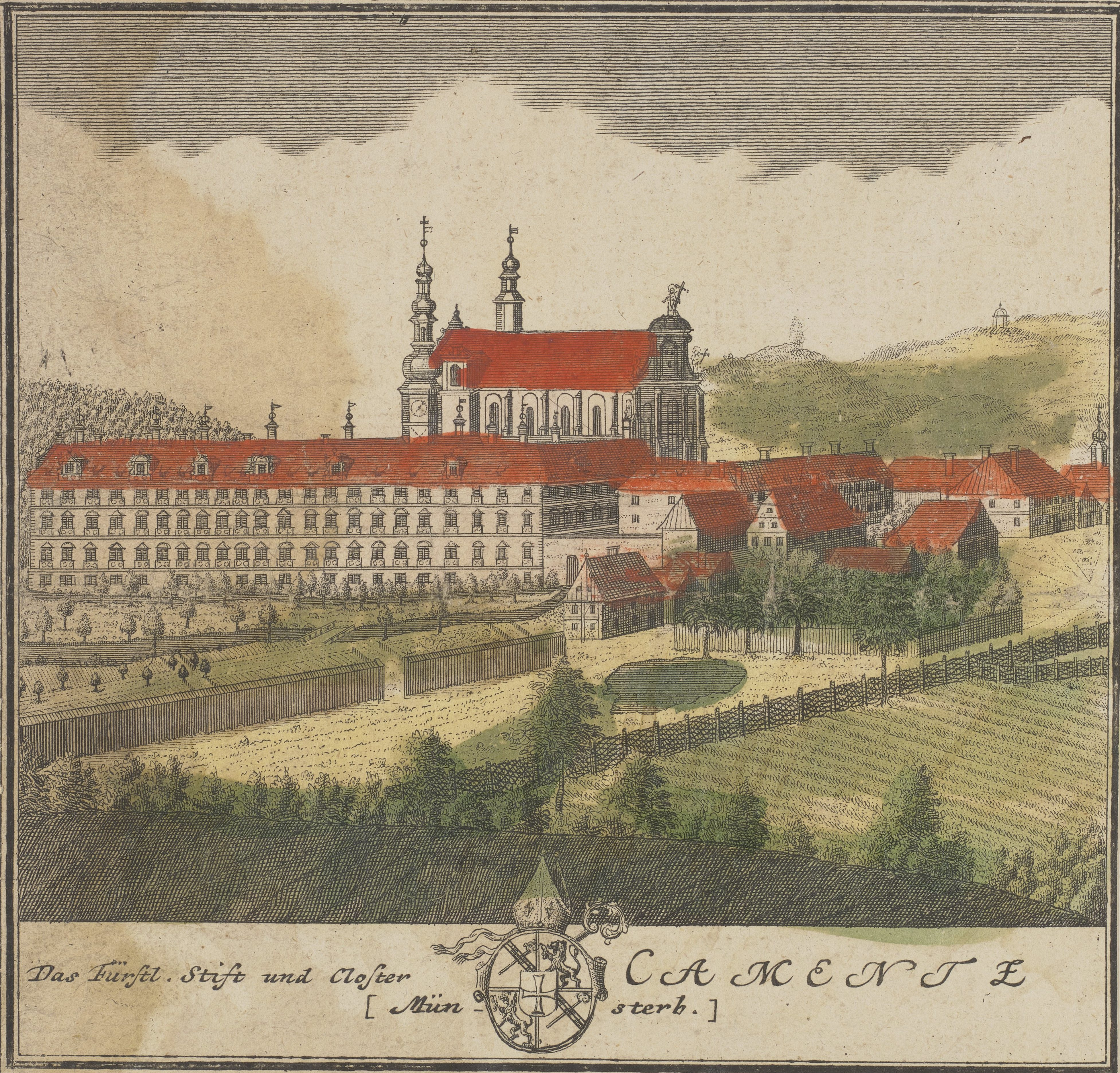
Kloster Kamenz Mitte des 18. Jahrhunderts

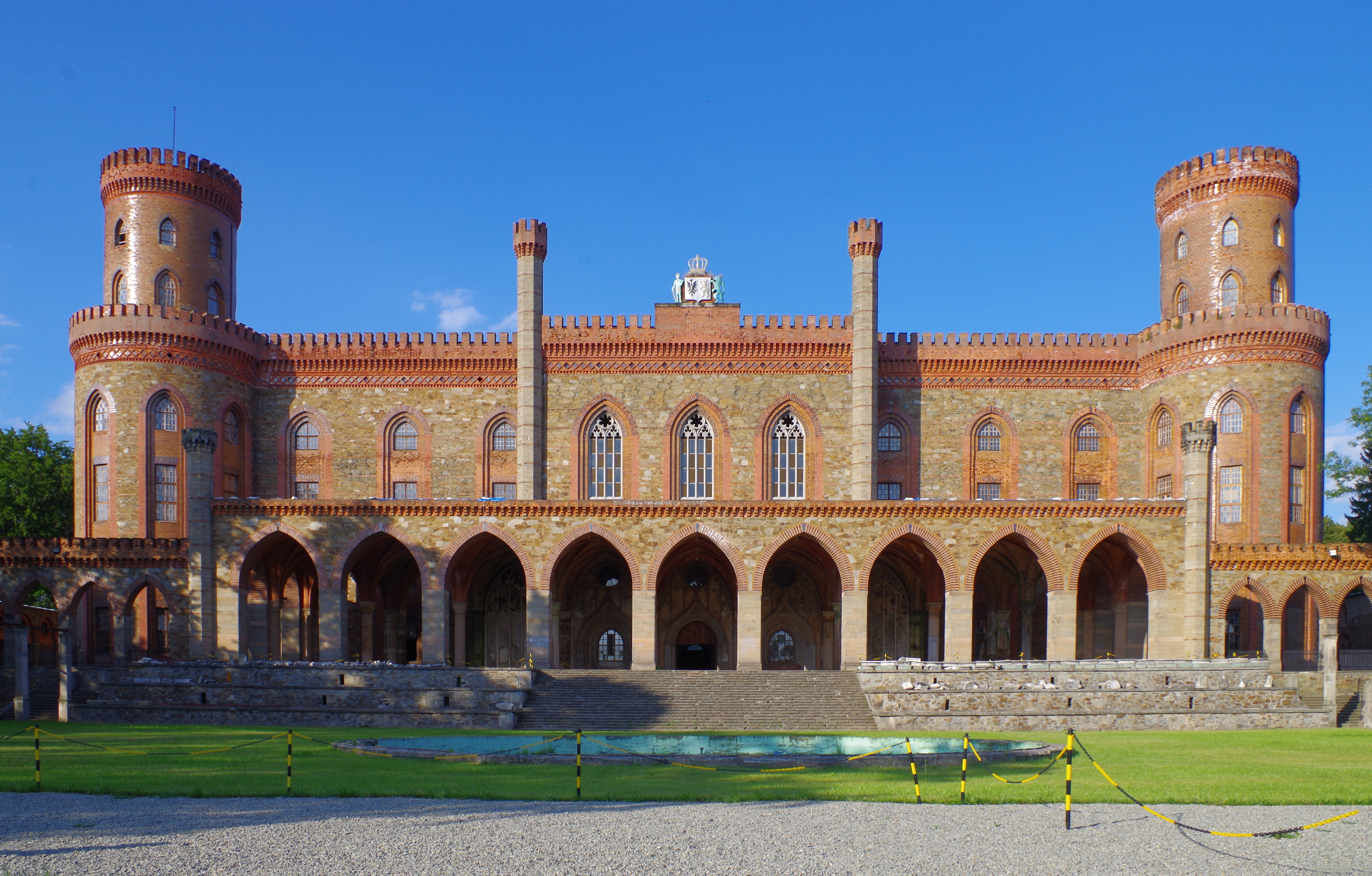
Schloss Kamenz

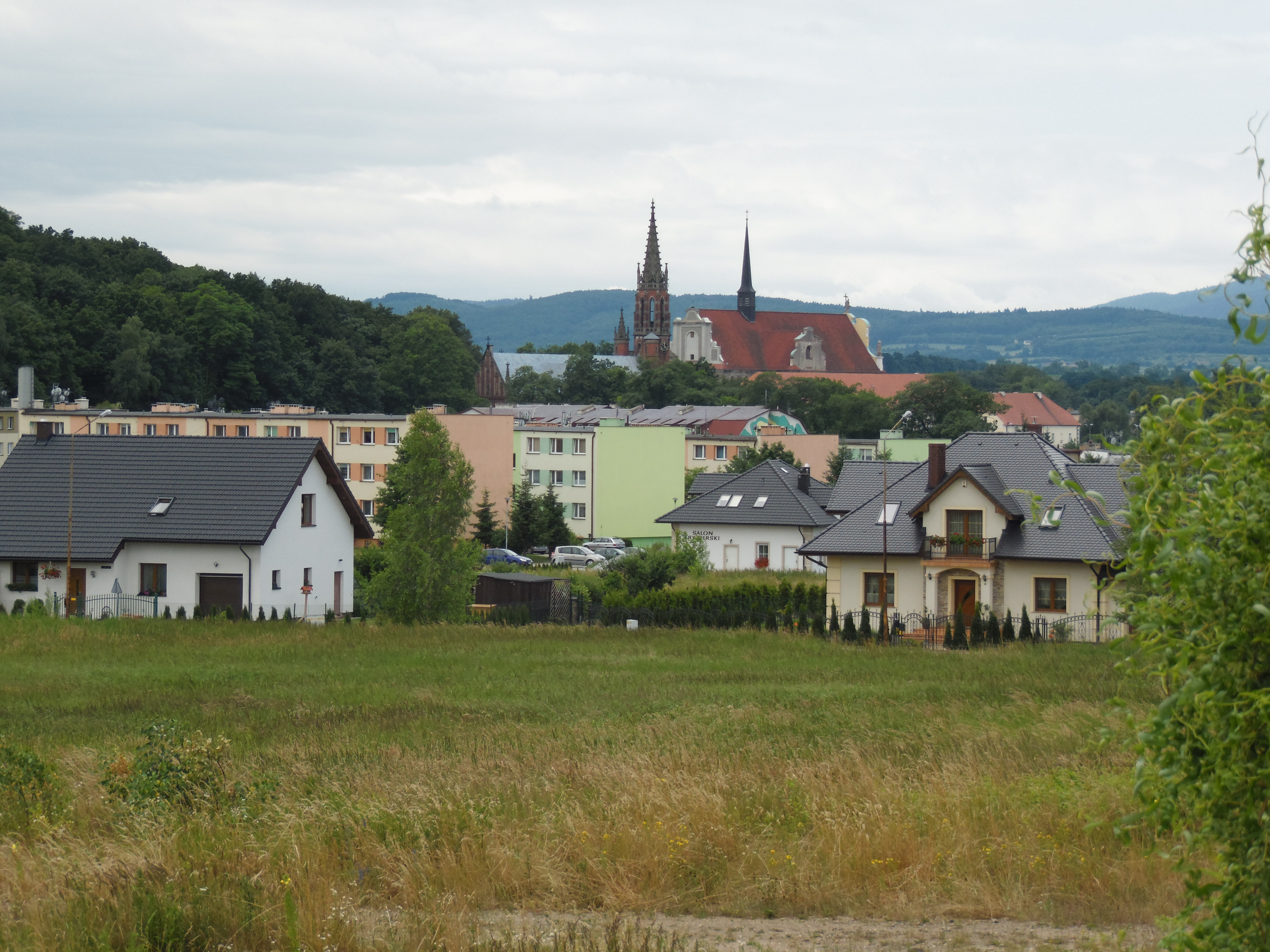
Gesamtansicht

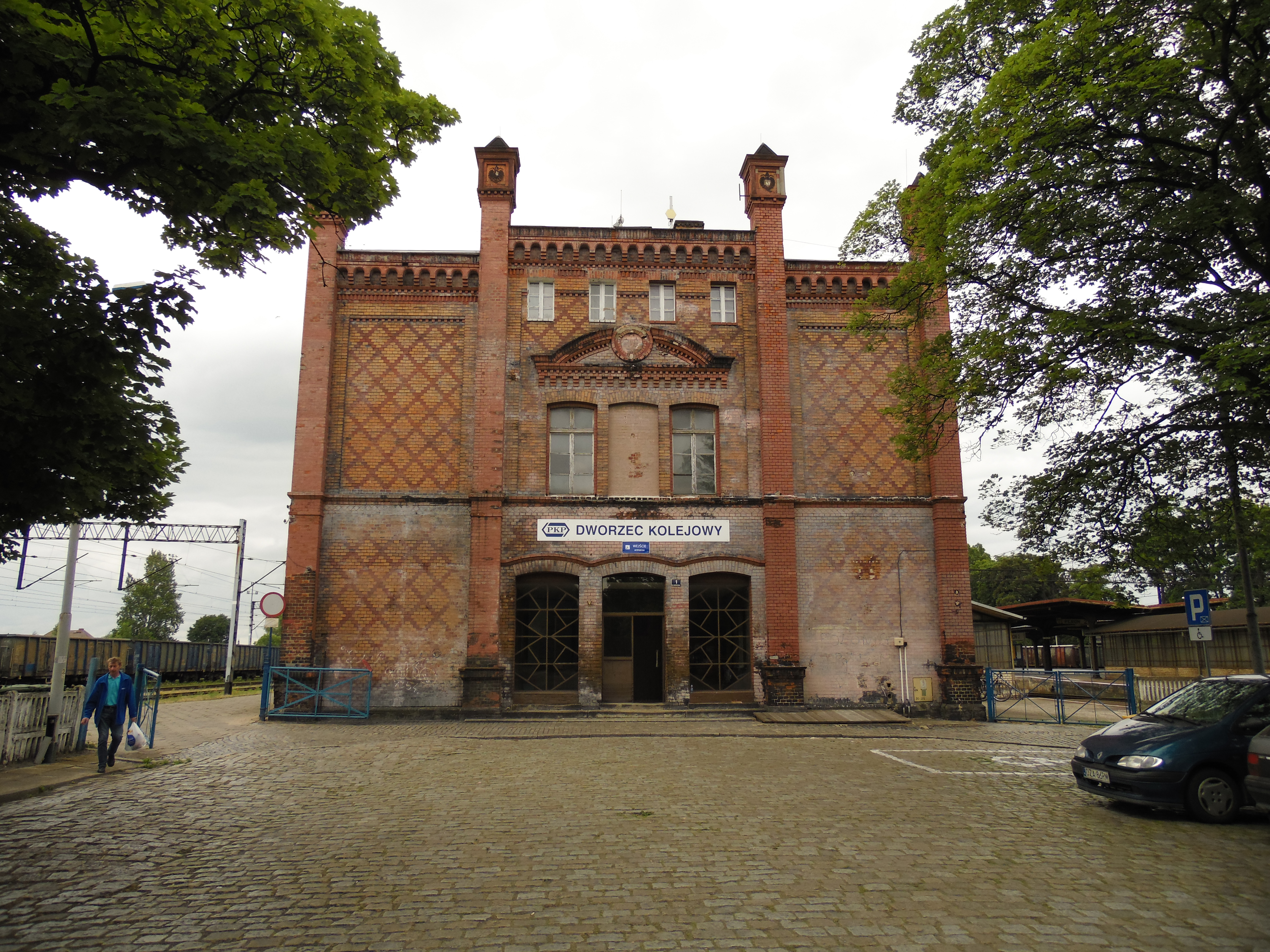
Bahnhof

Kamieniec Ząbkowicki (deutsch Kamenz; auch Camenz) ist eine Stadt der Stadt- und Landgemeinde Kamieniec Ząbkowicki im Powiat Ząbkowicki der Woiwodschaft Niederschlesien in Polen. Der Ort liegt am Pausebach (Budzówka), einem linken Nebenfluss der Glatzer Neiße.

## Geographie
Die Stadt liegt etwa 65 Kilometer südsüdwestlich von Breslau und sieben Kilometer südöstlich der von Ząbkowice Śląskie (Frankenstein). Westlich verläuft das Warthagebirge, südwestlich das Reichensteiner Gebirge. Östlich vom Ortskern liegt der Schlossberg (Góra Zamkowa).
Nachbarorte sind Strąkowa (Kunzendorf) im Norden, Goleniów (Gallenau) im Nordosten, Byczeń (Baitzen) und Doboszowice (Hertwigswalde) im Osten, Topola (Reichenau) Śrem (Schrom) und Sławecin (Schlottendorf) im Südosten, Wolmsdorf (Sosnowa), Płonica (Dörndorf) und Mąkolno (Maifritzdorf) im Süden, Ożary (Hemmersdorf), Laskówka (Gierichswalde) und Dzbanów (Banau) im Südwesten, Piasek (Sand) und Przyłęk (Frankenberg) im Westen und Pawłowice (Paulwitz) im Nordwesten.

## Geschichte
Wegen der seit dem 10. Jahrhundert andauernden Streitigkeiten zwischen Böhmen und Polen um die Vorherrschaft in Schlesien zerstörte der böhmische Herzog Břetislav II. 1096 die Burg Wartha, die er nachfolgend einnahm. Zur weiteren Sicherung der böhmischen Landesgrenze errichtete er nordöstlich von Wartha im Grenzwald die Burg Kamenz.
In der zweiten Hälfte des 12. Jahrhunderts gelangte das Gebiet an das Herzogtum Schlesien. Anfang des 13. Jahrhunderts war die Burg Kamenz im Besitz der schlesischen Adelsfamilie Pogarell, die 1210 unterhalb der Burg eine Augustiner-Chorherren-Propstei gegründet hatte. An deren Stelle entstand 1247 das Zisterzienserkloster Kamenz. Nach der Teilung des Herzogtums Schlesiens 1248 gelangte Kamenz an das Herzogtum Breslau, ab 1278 an das Herzogtum Schweidnitz.
Aufgrund eines Siedelprivilegs, das die Pogarell schon 1230 vom Herzog Heinrich I. erhalten hatten, entfalteten die Zisterzienser eine rege Wirtschafts- und Siedlungstätigkeit. Weiteren Besitz erlangten sie 1325, als der Ritter Hanß von Wustehube dem Kloster zahlreiche Dörfer seiner mährischen Herrschaft Goldenstein überließ. Ab 1331 gehörte Kamenz zum neu gegründeten Herzogtum Münsterberg. 1334 verlieh Herzog Bolko II. dem Kloster die oberen Herrschaftsrechte, zu denen u. a. die weltliche Gerichtsbarkeit über das Stiftsland gehörte.
Zusammen mit dem Herzogtum Münsterberg gelangte Kamenz 1336 unter böhmische Lehenshoheit, die Bolko II. im selben Jahr im Vertrag von Straubing und der polnische König durch die Ratifizierung des Vertrages von Trentschin 1339 anerkannten. In der ersten Hälfte des 14. Jahrhunderts erbauten die Zisterzienser die Klosterkirche sowie die Klostergebäude neu.
Zwischen 1425 und 1428 wurden Ortschaft und Kloster mehrfach von den Hussiten verwüstet. In den nachfolgenden zwei Jahrhunderten wurde die Entwicklung des Klosters und damit auch des Stiftslandes gehemmt. Ursächlich hierfür waren nach den Hussitenkriegen die Bedrückungen durch den einheimischen Adel und den böhmischen Landesherrn, im 16. Jahrhundert die nachteiligen Auswirkungen durch die Reformation und 1618 bis 1648 durch den Dreißigjährigen Krieg. Nach Kriegsende lag das verwüstete Stiftsland wirtschaftlich darnieder. Nur ein Drittel der Bevölkerung von Kamenz überlebte die Kriegswirren und die 1633 wütende Pest.
Ab der zweiten Hälfte des 17. Jahrhunderts setzte ein wirtschaftlicher Aufschwung ein, der vor allem den Äbten Augustin Neudeck (1681–1702) und Gerhard Woywoda (1702–1732) zu verdanken war. Die Klostergebäude wurden 1682 bis 1685 neu errichtet und die gotische Abteikirche um 1700 barockisiert und reich ausgestattet. Zudem entstand ein Brauhaus, eine Backstube, das Pfortengebäude mit der steinernen Brücke über den Mühlgraben, ein weiteres Vorwerk und der Dorfkretscham. In den zum Stiftsland gehörenden Ortschaften Wartha, Maifritzdorf, Follmersdorf und Gierichswalde wurden neue Kirchen errichtet.
1741 kam es während des Ersten Schlesischen Krieges zum Gefecht bei Baumgarten, in dessen Folge der Preußenkönig Friedrich der Große in das Kloster Kamenz flüchtete und durch den Abt vor der Gefangennahme durch die Kaiserlichen geschützt war. Nach dem Krieg fiel Kamenz 1742 wie fast ganz Schlesien an Preußen. Im Bayerischen Erbfolgekrieg drang 1778 eine kaiserliche Patrouille nach Kamenz vor und entführte den amtierenden Abt.
Am 30. Oktober 1810 erließ König Friedrich Wilhelm III. das Säkularisationsedikt. Am 22. November d. J. erfolgte die Aufhebung des Stiftes, das zu dieser Zeit aus 31 Stiftsdörfern bestand. Kunstschätze, Archiv und Bibliothek wurden teilweise in die staatlichen Sammlungen in Breslau verbracht, von den in Kamenz verbliebenen Schätzen wurde ein Teil verschleudert. Die Abteikirche diente nachfolgend als katholische Pfarrkirche von Kamenz. Die Klostergebäude und die Stiftsherrschaft gelangten 1812 an Prinzessin Friederike Louise Wilhelmine, eine Tochter des preußischen Königs Friedrich Wilhelm II. und spätere Königin der Niederlande.
Nach der Neugliederung Preußens gehörte Kamenz seit 1815 zur Provinz Schlesien und war ab 1818 dem Landkreis Frankenstein eingegliedert, mit dem es bis 1945 verbunden blieb. 1817 brannten Kirche und Klostergebäude ab.
1830 fiel die Herrschaft Kamenz als Mitgift an Marianne Prinzessin der Niederlande, die mit Prinz Albrecht von Preußen verheiratet war. Da sich der Prälatenflügel des ehemaligen Klosters nicht als Residenz eignete, wurde unter ihrer Herrschaft oberhalb von Kamenz das neugotische Schloss Kamenz errichtet.
Ab 1874 bildeten die Landgemeinden Kamenz, Grunau, Laubnitz und Wolmsdorf den Amtsbezirk Kamenz, zu dem auch der Gutsbezirk Kamenz gehörte. Im letzten Viertel des 19. Jahrhunderts entwickelte sich Kamenz zu einem bedeutenden Eisenbahnknotenpunkt. 1875 erhielt es Anschluss an die Bahnstrecke Breslau–Glatz–Mittelwalde und ein Jahr später an die Strecke Liegnitz–Neisse. 1900 wurde die Lokalbahn von Kamenz nach Reichenstein eröffnet.
In der Zeit des Nationalsozialismus wurden in einer Kinderanstalt, die im ehemaligen Klostergebäude untergebracht war, Euthanasie-Morde durch Giftspritzen an verstandesschwachen deutschen Kindern durchgeführt.
Letzter Eigentümer war Prinz Friedrich Heinrich von Preußen. Ihm gehörten außer der Herrschaft Kamenz auch die Herrschaften Schnallenstein und Seitenberg im Landkreis Glatz. 1939 lebten 2528 Menschen in Kamenz.
Als Folge des Zweiten Weltkriegs wurde Kamenz im Mai 1945 von der Roten Armee besetzt und fiel wie fast ganz Schlesien an Polen. Nachfolgend wurde es in Kamieniec Ząbkowicki umbenannt. Im Schloss und in der Prälatur waren zunächst rund 2000 russische Soldaten einquartiert. Die deutsche Bevölkerung wurde 1945/46 vertrieben. Die neu angesiedelten Bewohner waren zum Teil Vertriebene aus Ostpolen, das an die Sowjetunion gefallen war. 1958 wurde Kamieniec Ząbkowicki zur stadtartigen Siedlung erhoben. 1997 vernichtete ein Hochwasser weite Teile der Ortschaft. Zum 1. Januar 2021 wurde Kamieniec Ząbkowiec zur Stadt erhoben.

## Wappen
Beschreibung: In Silber zwei sich ansehende goldene Löwen mit roter Zunge und Bewehrung. Rechts ein senkrechtes silbernes Gitter (3x5) aufliegend und links zur goldenen Bekrönung mit goldenen Schindeln bestreut.

## Sehenswürdigkeiten

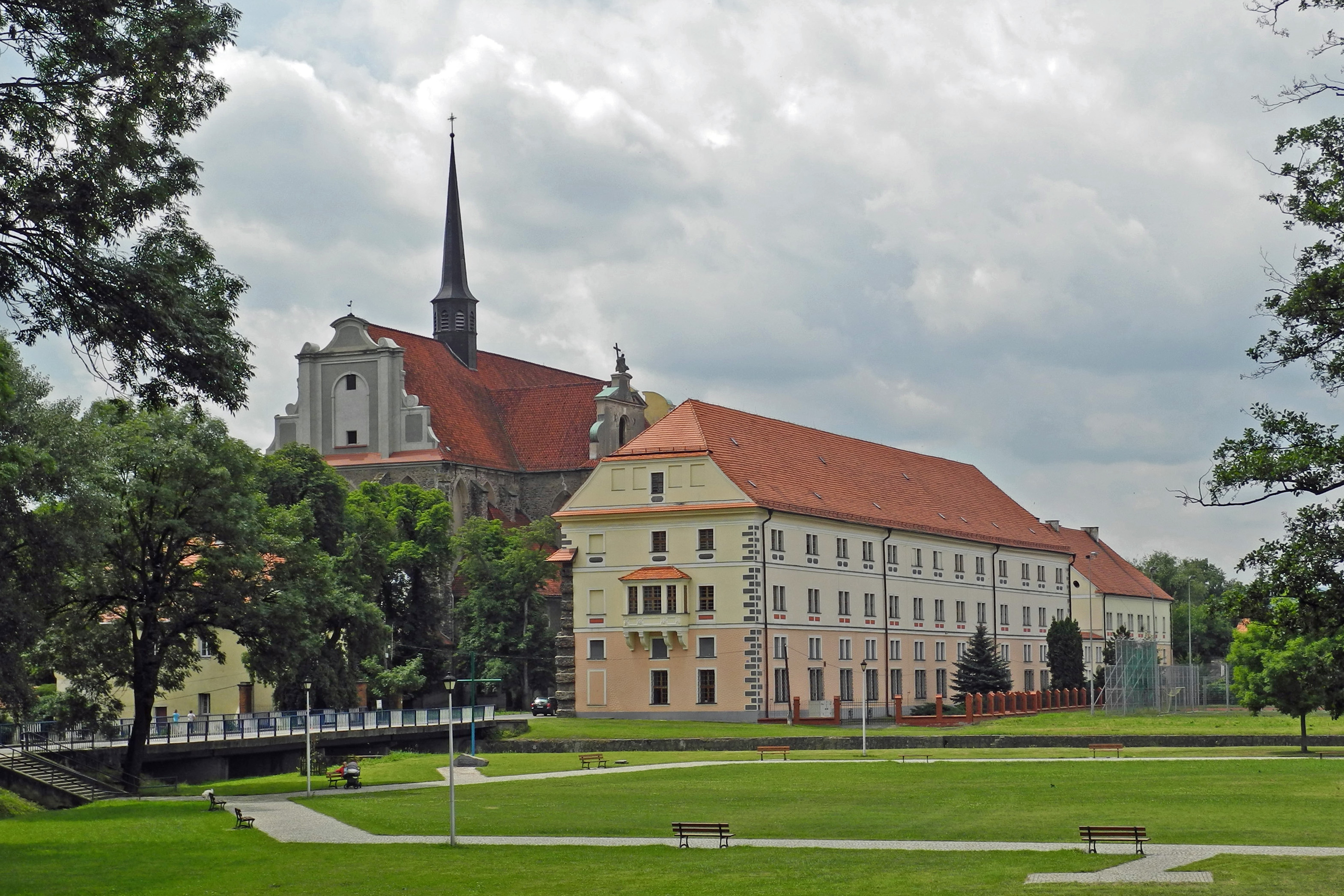
Kloster Kamenz

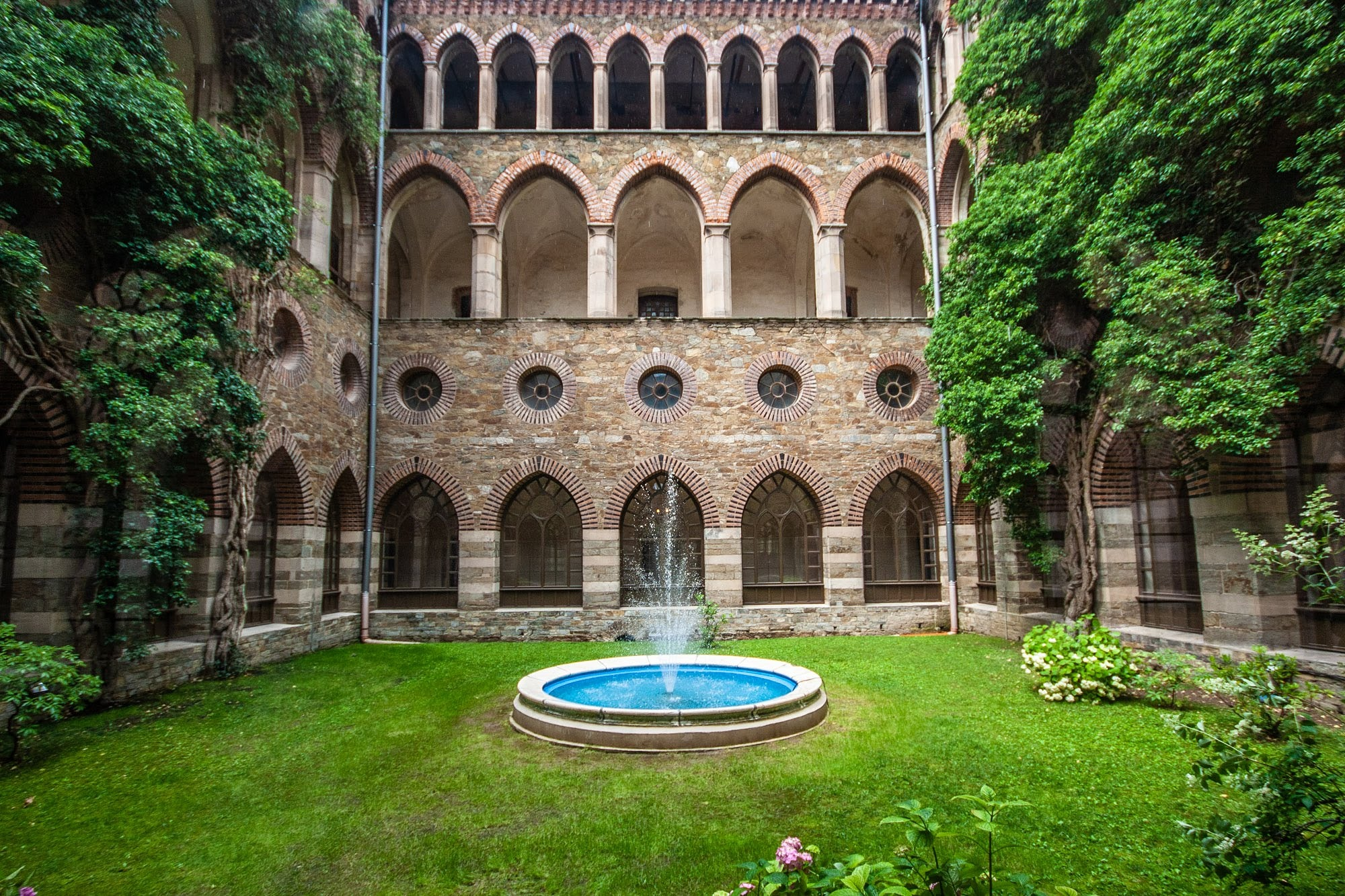
Schloss Kamenz Innenhof

- Die vormals Evangelische Kirche Hl. Dreifaltigkeit (Kościół poewangelicki) wurde 1875–85 als Stiftung der Prinzessin Marianne von Oranien-Nassau im Stil der Neugotik nach Ferdinand Martius errichtet. Bis zum Ende des Zweiten Weltkrieges wurde sie von evangelischen Christen genutzt und diente dann als Lagerhaus. Am 10. Mai 1983 geriet sie in Brand und verfiel dann. Nach der Restaurierung Mitte der neunziger Jahre ist dort ein Kulturzentrum.

- Kloster Kamenz mit der Klosterkirche St. Mariä Himmelfahrt mit wertvoller Ausstattung, einem Getreidespeicher, vier Nebengebäuden, drei Wirtschaftsgebäuden, zwei Gewächshäusern und einem weiteren Gebäude.
  - Das Abtsgebäude wurde von 1683 bis 1685 nach Entwurf von Matthias Kirchberger errichtet und nach dem Brand von 1817 restauriert. Im Erdgeschoss befindet sich ein Saal mit gemalten Darstellungen von Zisterzienserklöstern und deren Wappen. Nach 1945 wurde es zunächst als Warenlager benutzt. Nach der politischen Wende von 1989 wurde das Gebäude renoviert und beherbergt nun eine Außenstelle des Staatlichen Archivs Breslau (Archiwum Państwowe we Wrocławiu).
  - Am Wirtschaftshof westlich der Kirche befinden sich vor dem Einfahrtstor Figuren des böhmischen Landesheiligen Johannes Nepomuk und des Schutzpatrons hl. Florian. Sie wurden von 1702 bis 1704 von dem Kamenzer Bildhauer Anton Jörg geschaffen. Die Westfassade des Wirtschaftshofs schmückt eine Statue des Gottvaters.

- Das Schloss Kamenz wurde ab 1838 für Prinz Albrecht von Preußen und dessen Ehefrau Prinzessin Marianne von Preußen, die die Stiftsherrschaft Kamenz 1837 von ihrer Mutter geerbt hatte, nach einem Entwurf des Architekten Karl Friedrich Schinkel errichtet und erst 1872 vom Hofbaumeister Ferdinand Martius fertiggestellt. Die Anlage des Terrassengartens mit Springbrunnen wurde vom Landschaftsarchitekten Peter Joseph Lenné entworfen. Nach Kriegsende 1945 wurde das Schloss geplündert und große Teile der Innenausstattung einschließlich der Marmortreppen abtransportiert. Am 21./22. Januar 1946 wurde das Schloss in Brand gesteckt und brannte aus. Die gesamte Anlage wurde nachfolgend dem Verfall preisgegeben. Nach der politischen Wende von 1989 begann ab etwa 1995 der Wiederaufbau. Heute dienen Teile des Gebäudes als Hotel.

- Das neoklassizistische Hohenzollern-Mausoleum ist ein bedeutsames Element der Schlossanlage. Das Konzept der Schloss- und Gartenanlage für die Prinzessin Marianne von Oranien-Nassau wurde 1838–1841 vom Architekten Carl Friedrich Schinkel entworfen und von 1838 bis 1872 erbaut. Der Bau wurde vom Sohn der Prinzessin Albrecht von Preußen fortgeführt. Auf dessen Initiative wurde Ende des 19. Jahrhunderts das Familienmausoleums neben dem Schloss errichtet. Es diente ab 1898 als Grablege Maria Fryderyk, die Frau on Albrecht sowie er selbst und ihre drei Söhne beigesetzt. Das Mausoleum wurde im Stil eines griechischen Tempels im dorischen Stil erbaut. Das Gebäude besteht aus Ziegeln und ist mit rotem Sandstein verkleidet. Auf leichtem Hang erbaut, auf rechteckigem Grundriss, mit einem viersäuligen Portikus, dem von Süden her eine Treppe vorgelagert ist. Nach 1945 wurde das Mausoleum zerstört. Die Umfassungsmauern und der Portikus des Gebäudes sind teilweise erhalten. 2018 wurde das Mausoleum durch die Gemeinde Kamieniec Ząbkowicki wieder aufgebaut.[2]
- Bahnhof mit Empfangsgebäude

## Tourismus
- Marianne-von-Oranien-Ferienstraße, Themenroute zu Ehren der Prinzessin Marianne, die in Kamieniec Ząbkowicki beginnt.

## Söhne und Töchter der Stadt
- Friedrich Bernhard Werner (1690–1776), Zeichner und Kupferstecher
- Anton Felkel (1740–um 1800), Pädagoge und Mathematiker
- Friedrich Wilhelm Prinz von Preußen (1880–1925), preußischer Politiker und Angehöriger des Hauses Hohenzollern
- Georg Pohler (1913–1997), deutscher Ingenieur und Generaldirektor des VEB Kombinat Kabelwerk Oberspree

## Persönlichkeiten, die vor Ort gewirkt haben
- Lorenz (Breslau) († 1232), Breslauer Bischof, Gründer des Klosters Kamenz
- Albrecht von Preußen (1837–1906), preußischer Generalfeldmarschall, verstarb in Kamenz
- Marie von Sachsen-Altenburg (1854–1898), Prinzessin von Sachsen-Altenburg und Preußen, lebte und verstarb in Kamenz
- Waldemar von Preußen (1889–1945), Jurist, Offizier und Großgrundbesitzer, letzter Besitzer von Schloss Kamenz